# Falaj
À Oman et aux Émirats arabes unis, un falaj (au pluriel : al aflag) est un réseau d'adduction d'eau souterrains utilisé pour l'irrigation des cultures. Certains al aflag sont très anciens et remontent au IIe millénaire av. J.-C..